# DFT Hungária
A DFT-Hungária emberek fejlesztésével foglalkozik 30 éve. A munkaszervezetek, munkatársak, vezetők fejlesztése a hivatása, víziója és missziója. Elkötelezett a folyamatos fejlesztés mellett: jót cselekedni és jobban dolgozni minden nap – Jót és Jobban. 20 éves projektmegvalósítási és pályázatírási tapasztalata támogatja az ügyfeleknél megvalósuló fejlesztéseket és teszi egyedivé a humánfejlesztési piacon.

## A név eredete
A DFT név az ELTE Állam- és Jogtudományi Karának Deák Ferenc Társaságából ered, melynek keretében 1993-ban Csikesz Tamás vezetésével megalakult a DFT-Budapest Egyetemi Előkészítő szervezete. A hozzájuk járó diákok lettek a DFT-sek, így a név összeforrt a fejlesztéssel, ami a 2001-es cégalapításkor is megmaradt, és DFT Hungária Kft. néven öltött vállalati formát.

## Története
1993 augusztusában Csikesz Tamás vezetésével megalakult a DFT-Budapest Egyetemi Előkészítő Szervezete azzal a céllal, hogy támogassa a diákokat a sikeres felvételire és érettségire való felkészülésben, hidat építsen a középiskolás tananyag és a felvételi követelményrendszer között.
1996 őszén elindult a Levelező Konzultációs Egyetemi Előkészítő Évfolyam, mely biztosította a nem budapesti diákoknak is a sikeres felkészülést.
A DFT-Budapest lehetőséget biztosított a diákoknak a próbafelvételire, próba érettségire és próbanyelvvizsgára is, ahol előzetesen megmérhették a tudásukat és megismerték a vizsgák rendszerét.
Az 1993-ban 17 fővel induló DFT Budapest 1999-es tanévet már 1200 diákkal kezdte, és a 2000-ben bevezetett új tantárgyak (matematika, közgazdaságtan) pedig már 1500 fő fölé emelték a létszámot.
A diákok pályaválasztásának támogatására elindult 1999 az Egyenes út az egyetemre újság, melyből a középiskolások első kézből tájékozódhattak az egyetemi életről, felsőoktatási lehetőségekről, betekintést kaptak az egyes szakok életébe az ottani hallgatók segítségével.
Az előkészítők hatékonyságát segítették a DFT-Budapest kiadványai, többek között a próbaérettségi nagykönyvek, szóbeli érettségi nagykönyvek, felvételi kalauzok.
A DFT könyvkiadója a diákok fejlesztését szolgáló könyvek mellett saját fejlesztésű társasjátékokat is adott ki. Legnépszerűbb DFT-s társasjátékok: Nyomozó Budapesten, Balatoni nyomozó, Kölyök és junior nyomozó, Kémjátszma.
A DFT-Budapest adta a szakmai hátterét a 2001-ben alakult Felvételi Információs Szolgálatnak (FISZ - „Felsőoktatási és Középiskolás Diákközpontú Szellemiségért és Világért" Egyesület), melynek célja volt, hogy az a diák is hozzájusson a megfelelő, az esélyegyenlőség elvével összhangban lévő, továbbtanulással és oktatással foglalkozó hírekhez, információkhoz, aki szociális, családi, környezeti akadályok miatt nem juthat hozzá a legalapvetőbb információkhoz sem.
2001. júliusában megalakult a DFT Hungária Kft., melynek tulajdonosa és ügyvezetője dr. Csikesz Tamás. A gazdasági társaság profilja továbbra is a felvételi- és érettségi előkészítők szervezése, az ezeket támogató kiadványok terjesztése, felvételivel kapcsolatos országos rendezvények, versenyek szervezése.
2004 évben DFT Hungária Kft. belépett a felnőttképzési piacra is, és megszerezte az akkreditált felnőttképzési intézmény minősítést.
Egyik első nyílt felnőttképzése válaszolt az akkori piaci igényekre, és elindult a Közérthető közbeszerzés OKJ-s képzés, melynek keretében több száz közbeszerzési szakértőt képzett pár év alatt az intézmény.
Az Uniós csatlakozás új piacot nyitott a felnőttképzési intézmények számára, és egyre több magyar vállalkozás érdeklődött a szervezetének fejlesztése iránt. DFT-Hungária az elsők között kezdett el foglalkozni uniós pályázatból megvalósuló vállalati képzésekkel. Így közel 20 éves múltra és szakértelemre tett szert a pályázatírás és pályázatból megvalósuló projektmenedzsment területén is.
Magyar Író Akadémia (MÍA) 2006-s alakulásával bővült a DFT fejlesztési portfóliója, és megnyílt a lehetőség a Szépíró mesterkurzus keretében, hogy korunk nagy íróitól tanulhassanak a jövő nagy írói. Közel 7 éven keresztül biztosított fejlődési lehetőséget mindenki számára a különböző kulturális képzésekkel a Magyar Író Akadémia: a Szépíró mesterkurzus mellett Etikett és protokoll, Dalszövegíró, Bestseller író, Meseíró, Beszédíró és Önismereti mesterkurzus keretében.
A felvételi rendszer átalakítása és a diákok igényeinek megváltozása eredményezte, hogy 2007/2008 évfolyammal bezárta kapuit a DFT-Budapest Egyetemi Előkészítő Szervezete.
A DFT-Hungária fő profiljává vált a szervezetfejlesztés, projektmegvalósítás és felnőttképzőként több ezer képzést valósít meg ügyfelei számára Uniós forrásból. Szervezetfejlesztőként azóta is szemléletformáló tréningekkel járul hozzá a szervezetek gazdasági fejlődéséhez és hatékonyságának növeléséhez.
2008 megnyitotta kapuit a P.Bureau Oktatási Központ Budapesten, mely a mai napig otthont ad a szervezeti felnőttképzéseknek, a nyílt vezetői egynapos programoknak és trénerképzésnek.
2010-ben Pablényi Attila átvette az alapító tulajdonostól a Kft. ügyvezetését.
A DFT megalkotta a DFTikum fogalmát, mely a saját fejlesztésű koncepciók, módszerek védjegye. Ezek gyűjteménye a 2017-ben megjelent Koncepciók Könyve.
2014 novemberében DFT-Hungária Zrt-vé alakult, melynek elnöke dr. Csikesz Tamás, vezérigazgatója Pablényi Attila.
2022-ben DFT-Hungária elindította saját Trénerképzőjét dr. Nagy Emőke és Szirtesi-Nagy Réka vezetésével, melynek keretében folyamatosan biztosítja a magas színvonalú trénerutánpótlást.
2023-ban elindult a Tréner Továbbképzés is, mely lehetőséget biztosít a trénerek folyamatos önfejlesztésére.

## Szolgáltatások
- Képzés, tréning
- Elemzés, kutatás
- Tanácsadás
- Coaching
- Szakmai kiadványok
- Szakmai rendezvény
- Workshop
- Pályázatírás és pályázati projektmenedzsment
- Eseményszervezés
- Projektmegvalósítás

## DFTikum
A DFTikum olyan koncepció, módszer, rendszer vagy elmélet, amelyet a DFT fejlesztett ki, így egyedülálló, egyedi – unikum a maga területén. A DFTikumok gyűjteménye a Koncepciók könyve (2017), mely tartalmaz olyan további módszereket is, melyek nem DFTikumok, de fontosak a fejlesztések szempontjából, így helyet kaptak a könyvben.

## Pályázatírás és projektmenedzsment
A DFT-Hungária azóta foglalkozik pályázatokkal, mióta az uniós ciklus elindult. Közel 20 éves tapasztalattal rendelkezik a pályázatírás és pályázati projektmenedzsment területén, mely révén ügyfelei számára biztosítja a sikeres projektmegvalósításhoz szükséges szakmai támogatást.
Az uniós és hazai források kezelésében szerzett szakértelmének köszönhetően a DFT-Hungária hatékonyan járul hozzá partnerei szervezeti fejlesztéséhez és fenntartható növekedéséhez.
Pályázati projektmenedzsment kapcsán teljeskörű szolgáltatást biztosítanak, a projektötlettől a záró elszámolás elfogadásáig, kockázatvállalással az alábbiak szerint:
- projekt megvalósíthatóságának biztosítása.
- Hatóság által elvárt akkreditációs és engedélyezési feltételek közvetett     biztosítása.
- Projektterv készítése: képzési terv, megvalósítási terv, költségterv.
- Szerződéskötés támogatása a Hatósággal.
- Pályázati megvalósítás közvetett támogatása: eseménytervek véglegesítése, képzések,     rendezvények, tanácsadások megszervezése, megtartása.
- Pályázat teljeskörű dokumentálása az elvárásoknak megfelelően.
- Pályázati jelentések készítése a Hatóságnak.
- Előleglehívás  támogatása, pénzügyi elszámolás biztosítása.

Kiemelt projektjei közé tartozik a 2021-2027-es pályázati ciklusban a GINOP 3.2.1-21 keretében megvalósuló pályázatok, amelyek keretében képzési és fejlesztési programokat valósítanak meg. 

## Médiamegjelenések
A DFT-Hungária számos elismert médiaplatformon jelent meg az utóbbi időszakban, bemutatva tevékenységét és szakmai eredményeit. Az Origo kiemelt cikkben számolt be a vállalkozás képzéseiről és a GINOP Plusz pályázatokhoz kapcsolódó támogatási lehetőségekről. A HRPWR felületén részletesen ismertették, hogyan segíti a cég a kis- és középvállalkozásokat képzési és bértámogatási programjaival. A Dívány cikke a sikeres üzleti kommunikációt helyezte középpontba, ahol a DFT-Hungária jegyzetvezetési és tárgyalástechnikai tanácsait emelték ki. Emellett a KKV Magazin is foglalkozott a vállalat képzési programjával, hangsúlyozva a GINOP Plusz pályázat jelentőségét a vállalati fejlesztések terén.